# Saga de Sturlung
A saga islandesa medieval Sturlunga saga (literalmente em português: Saga de Sturlung) é uma coletânea de sagas islandesas dos séculos XII e XIII, compilada no século XIII.

O autor da maior parte do texto é Sturla Þórðarson.

A Saga de Sturlung é a principal fonte da História da Islândia nos séculos XII e XIII, um período conturbado de lutas internas, que conduziram à submissão e união do país com a Noruega em 1262.